# Hartland (Maine)
Pour les articles homonymes, voir Hartland.
Hartland est une ville du comté de Somerset (Maine) aux États-Unis.

## Histoire
La région fut colonisée vers 1800 et fut incorporée sous le nom de Warrentown ou Warrenton le 17 février 1820,. Ce fut la dernière ville du Maine à être incorporée par la Cour générale du Massachusetts avant le compromis du Missouri, qui conduisit à la naissance de l'État du Maine, trois semaines plus tard.
La région ne se dota d'une bibliothèque qu'en 1903, lorsque les documents commencèrent à être conservés à l'hôtel de ville. De 1935 à 1990, la bibliothèque était située sur Commercial Street, dans un bâtiment qui abrite aujourd'hui le magasin d'usine Irving Tannery Outlet. En 1991, la bibliothèque déménagea à son emplacement actuel. En 1995, grâce à un don de la tannerie, la bibliothèque s'agrandit pour accueillir une salle communautaire et des ouvrages pour enfants.
La mission de la bibliothèque publique de Hartland est de rassembler, d'organiser, de préserver et de rendre facilement accessibles des livres et autres documents répondant au mieux aux besoins de la communauté. La collection de la bibliothèque comprend plus de 35 000 ouvrages et sept ordinateurs accessibles au public. Une salle de réunion peut également être utilisée pour des événements communautaires. La bibliothèque publique de Hartland est gérée par un conseil d'administration.

## Géographie
Selon le Bureau du recensement des États-Unis, la ville a une superficie totale de 42,95 milles carrés (111,24 km2), dont 37,10 milles carrés (96,09 km2) de terre et 5,85 milles carrés (15,15 km2) d'eau.